# Andelarre
Andelarre és un municipi francès situat al departament de l'Alt Saona i a la regió de Borgonya - Franc Comtat. L'any 2007 tenia 119 habitants.

## Demografia

### Població
El 2007 la població de fet d'Andelarre era de 119 persones. Hi havia 44 famílies, de les quals 4 eren unipersonals (4 dones vivint soles i 4 dones vivint soles), 24 parelles sense fills, 12 parelles amb fills i 4 famílies monoparentals amb fills.
La població ha evolucionat segons el següent gràfic:
Habitants censats

### Habitatges
El 2007 hi havia 49 habitatges, 47 eren l'habitatge principal de la família, 1 era una segona residència i 1 estava desocupat. 47 eren cases i 2 eren apartaments. Dels 47 habitatges principals, 39 estaven ocupats pels seus propietaris i 8 estaven llogats i ocupats pels llogaters; 1 tenia tres cambres, 9 en tenien quatre i 37 en tenien cinc o més. 37 habitatges disposaven pel capbaix d'una plaça de pàrquing. A 14 habitatges hi havia un automòbil i a 32 n'hi havia dos o més.

### Piràmide de població
La piràmide de població per edats i sexe el 2009 era:
| Homes | Edats   | Dones |
| ----- | ------- | ----- |
| 0     | 95 o +  | 0     |
| 0     | 90 a 94 | 0     |
| 0     | 85 a 89 | 0     |
| 0     | 80 a 84 | 4     |
| 0     | 75 a 79 | 0     |
| 4     | 70 a 74 | 0     |
| 4     | 65 a 69 | 0     |
| 4     | 60 a 64 | 4     |
| 0     | 55 a 59 | 4     |
| 16    | 50 a 54 | 12    |
| 4     | 45 a 49 | 4     |
| 0     | 40 a 44 | 0     |
| 0     | 35 a 39 | 4     |
| 8     | 30 a 34 | 12    |
| 4     | 25 a 29 | 0     |
| 0     | 20 a 24 | 0     |
| 8     | 15 a 19 | 4     |
| 4     | 10 a 14 | 8     |
| 8     | 5 a 9   | 8     |
| 4     | 0 a 4   | 12    |

## Economia
El 2007 la població en edat de treballar era de 83 persones, 56 eren actives i 27 eren inactives. De les 56 persones actives 54 estaven ocupades (29 homes i 25 dones) i 2 estaven aturades (1 home i 1 dona). De les 27 persones inactives 13 estaven jubilades, 6 estaven estudiant i 8 estaven classificades com a «altres inactius».
Activitats econòmiques
L'únic establiment que hi havia el 2007 era d'una empresa de comerç i reparació d'automòbils.

## Equipaments sanitaris i escolars
El 2009 hi havia 3 escoles maternals i 1 escola elemental integrada dins d'un grup escolar amb les comunes properes formant una escola dispersa.

## Poblacions més properes
El següent diagrama mostra les poblacions més properes.